# Wnory-Kużele
Wnory-Kużele – wieś w Polsce położona w województwie podlaskim, w powiecie wysokomazowieckim, w gminie Kobylin-Borzymy.
Zaścianek szlachecki Kużele należący do okolicy zaściankowej Wnory położony był w drugiej połowie XVII wieku w powiecie tykocińskim ziemi bielskiej województwa podlaskiego. W latach 1975–1998 miejscowość administracyjnie należała do województwa łomżyńskiego.
Wierni kościoła rzymskokatolickiego należą do parafii Matki Boskiej Szkaplerznej w Starych Wnorach.

## Historia miejscowości
Wieś założona prawdopodobnie w XV lub XVI wieku przez potomków Wnora, przybysza ze wsi Kłoski w łęczyckiem - założyciela Wnorów Starych. Zamieszkiwana była przez drobną szlachtę, głównie Wnorów (później: Wnorowiczów, Wnorowskich) oraz Mąków, Dąbrowskich i Stypułków (Stypułkowskich).
Słownik geograficzny Królestwa Polskiego i innych krajów słowiańskich podaje, że w 1827 we Wnorach-Kużelach należących do parafii Kobylin, gmina Piszczaty, w 28 domach żyło 130 mieszkańców.
W roku 1921 we wsi 32 budynki z przeznaczeniem mieszkalnym oraz 163. mieszkańców (78. mężczyzn i 85 kobiet). Wszyscy podali narodowość polską.
We wsi istniał drewniany wiatrak.

## Obiekty zabytkowe
- przydrożny krzyż żeliwny z datą 1898[12].

## Edukacja
We wsi istnieje niepubliczna szkoła podstawowa. Budynek wybudowany został w roku 1937. Od roku szkolnego 2011/2012 prowadzeniem placówki zajmuje się Społeczno-Oświatowe Stowarzyszenie Pomocy Pokrzywdzonym i Niepełnosprawnym "Edukator" w Łomży. 

## Obiekty handlowe
We wsi funkcjonuje jeden sklep spożywczo-przemysłowy.

## Transport
Wieś położona jest przy drodze powiatowej 2052B (DK 66) Wysokie Mazowieckie - Kropiewnica skrz.(DW 671). Komunikacja autobusowa realizowana jest przez PKS Nova (Oddział Zambrów) w bezpośrednich relacjach do miejscowości: Białystok, Kobylin-Borzymy, Sikory-Pawłowięta, Wysokie Mazowieckie.  